# Lycium texanum
Lycium texanum ist eine Pflanzenart aus der Gattung der Bocksdorne (Lycium) in der Familie der Nachtschattengewächse (Solanaceae).

## Beschreibung
Lycium texanum ist ein stark verzweigter, mit Stacheln besetzter Strauch. Seine Laubblätter sind bis zu 20 mm lang und 30 mm breit. Sie sind kurz steifhaarig behaart.
Die Blüten sind zwittrig und vier- oder fünfzählig. Der Kelch ist becherförmig, die Kelchröhre ist 1,5 bis 3 mm lang. Die Krone ist gespreizt, lavendelfarben und zu weiß verblassend. Die Kronröhre ist 7 bis 8 mm lang und mit 1,5 bis 2,5 mm langen Kronlappen besetzt. Die Staubfäden sind mit wenigen verstreuten Trichomen behaart.
Die Frucht ist eine orange-rote, eiförmige oder elliptische Beere, die eine Länge von 3 bis 8 mm erreicht. Sie enthält eine Vielzahl von Samen.

## Vorkommen
Die Art ist in Nordamerika verbreitet und kommt dort im US-amerikanischen Bundesstaat Texas vor.

## Systematik
Innerhalb der Bocksdorne (Lycium) wird die Art nach phylogenetischen Untersuchungen in eine Klade mit anderen nord- und südamerikanischen Arten der Gattung gruppiert. Die Art ist nahe verwandt mit Lycium americanum, Lycium infaustum, Lycium exsertum, Lycium fremontii, Lycium parishii, Lycium torreyi, Lycium berlandieri, Lycium andersonii, Lycium elongatum, Lycium athium und Lycium minimum.

## Belege
- J.S. Miller und R.A. Levin: Lycium texanum. In: Project Lycieae
- Rachel A. Levin et al.: Evolutionary Relationships in Tribe Lycieae (Solanaceae). In: D.M. Spooner, L. Bohs, J. Giovannoni, R.G. Olmstead und D. Shibata (Hrsg.): Solanaceae VI: Genomics meets biodiversity. Proceedings of the Sixth International Solanaceae Conference, ISHS Acta Horticulturae 745, Juni 2007. ISBN 978-90-6605-427-1. S. 225–239